# Captain America: Brave New World
Captain America: Brave New World (Capitán América: Un Nuevo Mundo en Hispanoamérica) es una película de superhéroes estadounidense de 2025, con el personaje de Marvel Comics, Sam Wilson / Capitán América. Producida por Marvel Studios y distribuida por Walt Disney Studios Motion Pictures, es la cuarta película de la serie de películas de Capitán América, una continuación de la serie de televisión Falcon y el Soldado del Invierno (2021) y la película número 35 del Universo cinematográfico de Marvel (UCM). La película fue dirigida por Julius Onah, con un guion escrito por Rob Edwards y los equipos de escritores, de Malcolm Spellman & Dalan Musson y Onah & Peter Glanz. Es protagonizada por Anthony Mackie como Sam Wilson / Capitán América junto con Danny Ramírez, Shira Haas, Carl Lumbly, Xosha Roquemore, Giancarlo Esposito, Liv Tyler, Tim Blake Nelson y Harrison Ford. En la película, Wilson investiga una conspiración que involucra al presidente de los Estados Unidos, Thaddeus Ross (Harrison Ford).
Capitán América: Civil War (2016) se consideraba el final de la trilogía Capitán América protagonizada por Chris Evans como Steve Rogers, sin embargo Wilson se convierte en el nuevo Capitán América en The Falcon and the Winter Soldier. Los guionistas de la serie, Spellman y Musson estaban escribiendo una nueva película del Capitán América para abril de 2021, confirmando Mackie su presencia en agosto de ese año. Onah se unió en julio de 2022, cuando se anunció que el título sería Captain America: New World Order. Miembros adicionales del elenco se unieron más tarde ese año. Nelson y Tyler que regresaron de la segunda película del MCU, The Incredible Hulk (2008), mientras que Harrison Ford asumió el papel de Thaddeus Ross, en reemplazo de William Hurt, quien había fallecido en marzo de 2022. En esta entrega, Ross se convierte en el superpoderoso Hulk Rojo. El rodaje tuvo lugar de marzo a junio de 2023 en Trilith Studios en Atlanta, Georgia, con filmaciones adicionales en Washington D. C. El subtítulo se cambió a Brave New World durante el rodaje. Matthew Orton se unió en diciembre de 2023 para escribir material para las regrabaciones que tuvieron lugar entre mayo y noviembre de 2024, mientras que Esposito se unió en el transcurso de ése período. La participación de Edwards y Glanz se reveló en diciembre de 2024.
Captain America: Brave New World tuvo su estreno el 11 de febrero de 2025 en el TCL Chinese Theatre de Hollywood, Los Ángeles. El 13 de febrero de 2025 se estrenó en todo el mundo y el 14 de febrero en los Estados Unidos; como parte de la Fase Cinco del UCM. Recaudó 415,1 millones de dólares en todo el mundo, convirtiéndose en la onceava película más taquillera de 2025. La película recibió críticas mixtas por su historia, sus conexiones con otros proyectos del MCU y sus efectos visuales. Las actuaciones, en particular las de Mackie y Ford, recibieron elogios.

## Argumento
Cinco meses después de que Thaddeus Ross fuese elegido presidente de los Estados Unidos, envía a Sam Wilson y Joaquín Torres (los nuevos Capitán América y Falcon, respectivamente) a la ciudad de Oaxaca (México), para detener la venta ilegal de artículos clasificados robados por Sidewinder, y su grupo mercenario, Serpiente. Wilson y Torres recuperan los artículos, pero Sidewinder escapa. Torres está emocionado de asumir el antiguo manto de Falcon, pero Wilson duda en involucrar a Torres en misiones peligrosas debido a que el par no tiene superpoderes como el ex Capitán América, Steve Rogers. Después de la misión, Wilson y Torres entrenan con Isaiah Bradley, un supersoldado que fue encarcelado y sometido a experimentos por el gobierno de los EE. UU.
Ross invita a Wilson y Torres a la Cumbre de la Isla Celestial con líderes mundiales en la Casa Blanca, y Wilson acepta con la condición de que Bradley también sea invitado. Ross le pide a Wilson que lo ayude a reformar a los Vengadores. Durante la cumbre, Ross explica que se ha descubierto un nuevo metal, el adamantium, en la isla Celestial, que se formó cuando el Celestial, Tiamut emergió en el océano Índico.
Los elementos recuperados fueron las primeras muestras refinadas del metal y fueron robados de una operación minera japonesa. Para evitar una carrera armamentista, Ross propone un tratado para gobernar la minería y distribución de adamantium. Mientras habla, suena la canción «Mr. Blue» y hace que varios hombres, incluido Bradley, comiencen a dispararle a Ross y otros dignatarios. Detenidos por la jefa de seguridad de Ross, la ex Viuda Negra, Ruth Bat‑Seraph, los hombres recuperan el sentido y niegan tener algún conocimiento del ataque.
Mientras investiga, Wilson es emboscado por Sidewinder y lo captura. Torres rastrea una llamada en el teléfono de Sidewinder hasta un sitio negro oculto en Virginia Occidental llamado Campamento Eco Uno. Ross intenta salvar el tratado, pero el gobierno japonés lo culpa por el robo de su adamantium y el posterior ataque a la Casa Blanca. Ross se da cuenta de que la mente maestra detrás estos eventos es el Dr. Samuel Sterns, quien obtuvo inteligencia avanzada después de estar expuesto a la sangre de Bruce Banner durante la masacre de Abominación en Harlem.
Ross encarceló a Sterns en el Campamento Eco One, lo culpó públicamente por las acciones de Abominación y prometió perdonarlo si lo ayudaba a ascender a la presidencia. Wilson y Torres encuentran a Sterns y aprenden cómo usa la tecnología y la canción «Mr. Blue» para controlar las mentes. Él escapa mientras luchan contra soldados controlados mentalmente.
Ross envía a Bat‑Seraph a proteger el Campamento Echo Uno, donde encuentra y ayuda a Wilson y Torres. El trío se encuentra con el amigo militar de Wilson, Dennis Dunphy, que tiene a Sidewinder bajo custodia. Wilson se entera de lo suficiente de Sidewinder para deducir el plan de Sterns para destruir la reputación de Ross. Wilson, Torres y Bat‑Seraph van a la Isla Celestial, donde Ross y el primer ministro de Japón están compitiendo para reclamar la propiedad del adamantium. Sterns toma el control de las mentes de dos pilotos estadounidenses y los hace atacar la flota japonesa. En ese momento, Wilson y Torres interceptan los aviones y convencen a los japoneses de que desistan su ataque a la flota estadounidense, ya que los pilotos estaban comprometidos, pero en el proceso Torres resulta gravemente herido en la lucha y es llevado de urgencia al hospital. Momentos después, Wilson confronta a Ross por lo que esta sucediendo y este le confiesa a Wilson de que en realidad está muriendo de una insuficiencia cardíaca y le pidió a Sterns que desarrollara unas píldoras especiales para mantenerlo vivo, a cambio de que Ross lo liberara de su prisión; sin embargo Ross en última instancia incumplió su parte del trato con Sterns, por temor a que este último ya no le fabricara más de esas píldoras, lo que causó que este se enfureciera con Ross por no cumplir su promesa y planeo su venganza contra él.
Wilson es consolado por su amigo, Bucky Barnes. Sterns mata a Dunphy, quien se entera de que las píldoras les habían estado agregando radiación gamma al cuerpo de Ross y se entrega sin oponer resistencia a Wilson y a las autoridades. El arresto de Sterns y su conexión con Ross se revelan públicamente en los medios, mientras este último está en una conferencia de prensa. Ante la constante presión de la prensa por saber más de los acontecimientos recientes, Ross pierde el control de sus emociones y se transforma en un Hulk rojo, destruyendo parte de la Casa Blanca. Wilson hiere a Ross lo suficiente como para que se pueda razonar con él y le recuerda a Ross sus visitas a los cerezos en flor de Washington D. C. con su hija, Betty, lo que finalmente hacen que Ross consiga calmarse y vuelva a la normalidad. Después del incidente, Bradley queda exonerado de cargos y es liberado de prisión, por otro lado Wilson invita a Torres, quien se está recuperando en el hospital a unirse a los Vengadores y el tratado entre Estados Unidos y Japón por el adamantium es ratificado. Finalmente, Ross renuncia a su cargo como presidente de los Estados Unidos y es encerrado voluntariamente en una celda de la prisión Balsa, donde recibe la visita de Wilson y Betty.
En una escena poscréditos, Wilson visita a Sterns en su celda de la Balsa, donde este último le advierte que un ataque de otros mundos se está acercando y que muy pronto enfrentarán una amenaza mucho mayor de la que ellos conocen.

## Reparto
- Anthony Mackie como Sam Wilson / Capitán América:
Un Vengador y exparacaidista que ha sido entrenado en combate aéreo por el ejército utilizando un paquete de alas especialmente diseñado.[10] El productor de la película, Nate Moore dijo que el Capitán América de Wilson es un subestimado similar a Rocky Balboa de la serie de películas Rocky, porque no tiene las habilidades ni los aliados del Capitán América anterior, Steve Rogers. Wilson tiene que ganarse el título después de haberlo conseguido sin apoyo.[11] El director Julius Onah dijo que la película mostraría a Wilson «asumiendo el rol de líder como el Capitán América».[12] Mackie dijo que Wilson no sería un Capitán América crítico y que tiene una comprensión diferente del bien y del mal,[13] con un enfoque en escuchar, la compasión y el asesoramiento.[14] Comparó su interpretación en la película con la canción de Tupac Shakur, «Hit 'Em Up» (1996).[15] Onah dijo que la empatía era el «superpoder» de Wilson. Quería usar la inteligencia emocional del personaje para ayudar a resolver la historia del presidente Thaddeus Ross, para lo cual Wilson tiene que «ver más allá de sus propios puntos ciegos» con respecto a Ross.[16][17] Como Wilson no es un supersoldado como Rogers, usa el escudo del Capitán América y su traje de alas, ambos hechos del metal ficticio vibranium, para «nivelar el campo de juego» en las peleas.[18] Para prepararse para las secuencias de acción de la película, Mackie se centró en rutinas de yoga y Pilates para mejorar su flexibilidad y fuerza central.[19]
- Danny Ramírez como Joaquin Torres / Falcon:
Un primer teniente de Fuerza Aérea de los Estados Unidos, quien asume el antiguo manto de Falcon de Wilson, usando un paquete de alas similar al suyo.[20][21] Mackie dijo que Wilson y Torres tienen una amistad igualitaria, en contraste con la admiración de Wilson por Rogers y la antipatía por Bucky Barnes en proyectos anteriores,[22] aunque Torres ve a Wilson como una inspiración.[14] Mackie le dio consejos a Ramírez sobre cómo usar el traje de Falcon.[23] Ramírez comparó su trabajo en el MCU con su experiencia al unirse a la franquicia Top Gun en la película, Top Gun: Maverick (2022). Esa película y su protagonista, Tom Cruise inspiraron a Ramírez a asegurarse de que las escenas de vuelo de la película usaran las posiciones corporales y la física correctas.[24]
- Shira Haas como Ruth Bat‑Seraph:
Una ex Viuda Negra israelí quien se desempeña como asesora de seguridad del presidente Ross.[25][26] Moore dijo que la perspectiva del personaje sobre Ross la pone en una situación de colisión con Wilson, y Onah la describió como una «gran parte del tapiz» de la historia del suspenso paranoico de la película.[25] Se la ve brevemente vistiendo un traje que se parece al traje blanco y azul del personaje del cómic, Sabra, pero está parcialmente oculto debajo de una chaqueta.[27]
- Carl Lumbly como Isaiah Bradley:
Un veterano afroestadounidense de la guerra de Corea y supersoldado que estuvo encarcelado y sufrió experimentación durante 30 años.[20] En la película, Samuel Sterns toma el control de la mente de Bradley y lo incrimina por un intento de asesinato contra el presidente Ross, lo que lleva al arresto de Bradley. Esto da inicio a una exploración más profunda de las injusticias que Bradley ha enfrentado en su vida. Es liberado y exonerado al final de la película gracias a las acciones de Wilson.[28]
- Xosha Roquemore como Leila Taylor:
Una agente del Servicio Secreto que trabaja para el presidente Ross y que tiene una historia con Wilson. Taylor es un interés romántico para Wilson en los cómics, pero la película no indica ningún interés romántico entre los personajes.[6]
- Giancarlo Esposito como Seth Voelker / Sidewinder:
El líder de Serpiente, un violento equipo de operaciones especiales. Esposito describió a Sidewinder como un «rudo» inteligente. Dijo que la fisicalidad del papel diferenciaba a Sidewinder de su personaje Gus Fring de la franquicia de Breaking Bad, que también es un antagonista inteligente,[29][30][31] y que estaba emocionado de mostrar su fisicalidad en la pantalla. Esposito no usa un traje con temática de serpiente al estilo de los cómics en la película, pero quería incluir algunas referencias al traje del cómic al incluir algunos de los colores de esa versión en su traje de película. Los ojos de Esposito también fueron cambiados para que fuesen azules para que coincidieran con la versión del cómic de Sidewinder.[32] Onah y Esposito se inspiraron para Sidewinder en la empresa militar privada de la vida real, Wagner Group, así como en señores de la guerra de África que tienen un «aura poderosa que exige el respeto y la lealtad de sus seguidores».[31]
- Liv Tyler como Betty Ross:
Una bióloga celular y la hija distanciada de Thaddeus Ross que resiente a su padre por su obsesión por Bruce Banner años antes. Onah dijo que fue una «obviedad» traer de vuelta a Tyler después de tantos años desde su primera aparición en la película The Incredible Hulk (2008), y dijo que ella era central para la historia del presidente Ross en Brave New World. En la versión final, Betty es mencionada a menudo, pero solo se la escucha en una llamada telefónica y luego aparece brevemente en una de las últimas escenas.[33] Onah dijo que consideraron incluirla antes en la película, pero decidieron guardarla para el final para ayudar a construir el anhelo de Ross de reconectarse con Betty.[16]
- Tim Blake Nelson como Samuel Sterns:
Un antiguo biólogo celular que se contaminó durante una cruzada con la sangre de Bruce Banner en los eventos de la película The Incredible Hulk, ganando una inteligencia sobrehumana.[20][34] La inclusión del personaje en la película fue una de las razones por las que Onah estaba interesado en la película, sintiendo que alguien que opera desde el intelecto sería un buen adversario para Wilson.[34] Nelson estaba contento de volver al personaje después de años de decepción por la no producción de una secuela de The Incredible Hulk,[35] y estaba satisfecho con lo que los escritores concibieron para lo que Sterns había estado haciendo desde esa película,[36] con el personaje siendo encarcelado y explotado por Thaddeus Ross.[6] Nelson dijo que interpretar el patetismo y la rabia de Sterns le exigía «crecer» como actor.[37] El personaje generalmente se representa en los cómics con una cabeza grande para acomodar un cerebro expandido. Tiene una apariencia más «grotesca» en la película, con «partes de su cerebro aparentemente estallando de su cráneo», un ojo brillando verde y el otro nublado y aparentemente ciego.[38] Se utilizaron efectos prácticos para el personaje a pedido de Nelson, ya que quería que la «deformación» fuese visible en el set para que él y los otros actores la experimentaran en set;[39][37] la apariencia del personaje fue ampliada posteriormente con efectos visuales.[16]
- Harrison Ford como Thaddeus Ross / Hulk Rojo:
El recién electo presidente de los Estados Unidos que quiere hacer del Capitán América un puesto militar oficial y formar un nuevo equipo de Superhéroes.[40][22][41] Ross anteriormente fue un general del Ejército de los Estados Unidos y luego el Secretario de Estado en el UCM.[42][43] Moore dijo que hay «algunas chispas naturales» entre Wilson y Ross debido a los eventos de la película Capitán América: Civil War (2016),[44] pero el productor Kevin Feige dijo que su dinámica ha cambiado ahora que son Capitán América y presidente, respectivamente.[42] Ford dijo que las similitudes entre Ross y cualquier presidente de la vida real eran coincidencias y que su enfoque estaba en la historia, personalidad y circunstancias del personaje.[45] En la película, Ross quiere «dar vuelta la página» y distanciarse de su pasado más emocional y volátil, con la esperanza de reconectarse con su hija Betty. Su regresión al «tipo que ya no quiere ser» está representada por la transformación del personaje en el monstruoso Hulk Rojo,[46] que es interpretado por Ford a través de captura de movimiento.[47] Onah y Ford convencieron a Marvel Studios de que Hulk Rojo no debería hablar en la película, creyendo que socavaría la trama emocional del personaje si Hulk Rojo fuese un «ser racional» en lugar de una «figura de rabia y enojo».[31] Ford reemplaza a William Hurt, quien interpretó a Ross en el UCM desde 2008 hasta 2021 antes de su fallecimiento en marzo de 2022, por complicaciones relacionadas con el cáncer de próstata.[43]

Además, Sebastian Stan retoma su papel del UCM como Bucky Barnes en un cameo. Barnes está haciendo campaña para ser congresista, estableciendo su papel en la película Thunderbolts* (2025).
También aparecen Jóhannes Haukur Jóhannesson como Copperhead, un miembro de Serpiente; William Mark McCullough como Dennis Dunphy, un comandante del Ejército de EE. UU. y aliado de Wilson; Takehiro Hira aparece como el primer ministro Ozaki.

## Doblaje
| Intérpretes             | Personaje                         | Doblaje en España     | Doblaje en Hispanoamérica |
| ----------------------- | --------------------------------- | --------------------- | ------------------------- |
| Anthony Mackie          | Sam Wilson / Falcon               | José Luis Mediavilla  | Eduardo Ramírez           |
| Harrison Ford           | General Thaddeus Thunderbolt Ross | Salvador Vidal        | Carlos Segundo            |
| Danny Ramírez           | Joaquín Torres / Falcon           | Marcel Navarro        | Alan Fernando Velázquez   |
| Shira Haas              | Ruth Bat-Seraph                   | Carla López Mauri     | Lupita Leal               |
| Carl Lumbly             | Isaiah Bradley                    | Ramón Canals          | Gabriel Pingarrón         |
| Xosha Roquemore         | Leila Taylor                      | Marina García Guevara | Mariana Trenado           |
| Giancarlo Esposito      | Seth Voelker / Crótalo            | David García Vázquez  | Armando Coria             |
| Liv Tyler               | Betty Ross                        | Belén Roca            | Nallely Solís             |
| Tim Blake Nelson        | Samuel Sterns                     | Eduard Doncos         | Germán Fabregat           |
| William Mark McCullough | Comandante Dennis Dunphy          | Francesc Belda        | Armando Guerrero          |
| Takehiro Hira           | Primer ministro Ozaki             | Alberto Closas Jr.    | Roberto Mendiola          |

## Producción

### Desarrollo
El presidente de Marvel Studios, Kevin Feige declaró en octubre de 2015 que Capitán América: Civil War (2016) es la conclusión de la trilogía de Capitán América protagonizada por Chris Evans como Steve Rogers / Capitán América, después de Capitán América: el primer vengador (2011) y Captain America: The Winter Soldier (2014).
Civil War fue la última película independiente en el contrato para el Capitán América de Evans, pero estaba abierto a extender su contrato después de las películas crossover del Universo cinematográfico de Marvel, Avengers: Infinity War (2018) y Avengers: Endgame (2019). En enero de 2021, se informó que Evans estaba cerca de firmar un acuerdo para volver como Rogers en al menos un proyecto. Se ha afirmado que la participación de Evans sería similar a cómo, después de la conclusión de la serie de películas de Iron Man en el Universo cinematográfico de Marvel (UCM), donde Robert Downey Jr. interpretó a Tony Stark / Iron Man como un papel secundario en otras películas del MCU, después de la trilogía Iron Man. Evans pronto declaró que el informe era «una novedad [para él]».

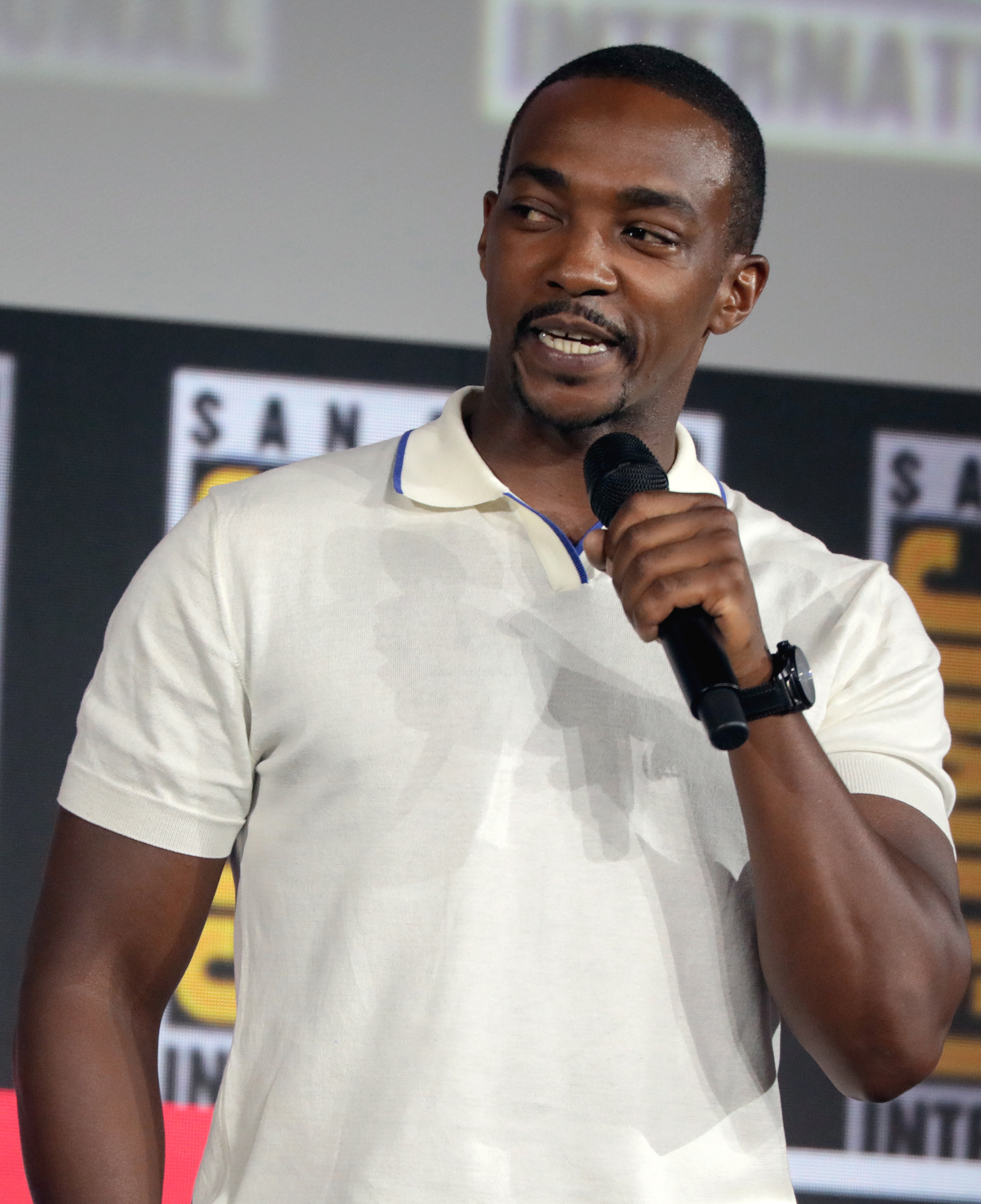
Anthony Mackie en la Comic-Con de San Diego de 2019 anunciando la serie The Falcon and the Winter Soldier (2021), en la que su personaje Sam Wilson acepta el manto del Capitán América; esta película es una continuación de la serie protagonizada por Mackie

Para octubre de 2018, Marvel Studios estaba desarrollando una serie para Disney+ con Sam Wilson / Falcon interpretado por Anthony Mackie y Bucky Barnes / Winter Soldier interpretado por Sebastian Stan de las películas del Universo cinematográfico de Marvel. Malcolm Spellman fue contratado como el escritor principal de la serie, que se anunció oficialmente como The Falcon and the Winter Soldier en abril de 2019. Después de que Rogers lega su escudo y el manto del Capitán América a Wilson en Endgame,
la serie muestra a Wilson aceptando el manto y llegando a un acuerdo con el implicaciones de eso como hombre negro. Antes del estreno de la serie, Mackie dijo que no había habido conversaciones sobre una segunda temporada, y no estaba seguro de cuándo aparecería la próxima vez en una película del MCU debido a la pandemia de covid-19.
La directora de la serie, Kari Skogland tampoco estaba seguro de si habría una segunda temporada, diciendo que había contado la historia que quería con la primera temporada, pero que había más historias y personajes para explorar si se hacía una segunda.
El productor ejecutivo de la serie, Nate Moore dijo que la serie exploraría temas «perennes» que se prestaron a una mayor exploración y establece ideas para una posible segunda temporada. Feige dijo que había ideas sobre lo que podría ser «otra», pero Marvel tenía la intención de que la serie conduciera primero a una película del MCU, como lo hicieron con la miniserie de Disney+, WandaVision (2021).
Después del episodio final de The Falcon and the Winter Soldier, «One World, One People» fuese estrenado en abril de 2021, se reveló que Spellman y el escritor de la serie, Dalan Musson estaban escribiendo una cuarta película del Capitán América que continúa la historia de Wilson. Rob Edwards dijo que él fue el escritor original de la película. Se esperaba que Evans regresara como Rogers en un proyecto diferente.
Mackie dijo que no sabía de ningún plan para una película o una segunda temporada, pero que estaba emocionado por ver qué sucedía después y dijo que sería monumental para él encabezar una película del MCU, particularmente como actor negro. Mackie negoció un contrato para protagonizar la película durante los próximos meses,
y firmó oficialmente en agosto. Más tarde dijo que le había entusiasmado hacer una segunda temporada de The Falcon and the Winter Soldier con Stan y su coprotagonista Daniel Brühl—quien interpreta Helmut Zemo en el MCU—y que estaba decepcionado por el cambio de protagonista de su propia película sin ellos.

### Preproducción
Julius Onah fue contratado para dirigir la película en julio de 2022.
después de varias reuniones con Moore y la coproductora, Kyana Davidson en las que discutieron personajes, temas y tono.
Onah fue defendido ante Feige y Mackie por la actriz, Octavia Spencer, quien protagonizó su película Luce (2019); Spencer está incluida en la sección de «agradecimientos especiales» de los créditos de la película. Los elementos clave ya estaban establecidos cuando Onah se unió. Dijo que siempre iba a ser «una historia de Sam Wilson», y Wilson no estaría en conflicto por ser el Capitán América: «Esa pregunta ha sido resuelta. Sam es nuestro Capitán América ahora».
Los personajes Samuel Sterns y Thaddeus Ross, que fueron presentados por primera vez en la segunda película del MCU, The Incredible Hulk (2008), también iban a aparecer.
La inclusión de Sterns fue una de las razones por las que Onah estaba interesado en la película, sintiendo que alguien que opera desde el intelecto sería un buen adversario para Wilson. Onah se sintió atraído por las relaciones entre Wilson y Ross, y entre Wilson y Joaquín Torres / Falcon, que fue presentado en The Falcon and the Winter Soldier. A medida que Onah siguió desarrollando la película con Spellman y Musson, también se inclinaron por la relación de Wilson con otro personaje de The Falcon and the Winter Soldier, Isaiah Bradley. Onah sintió que estas tres relaciones eran parte integral del viaje de Wilson en la película, conectándose con su pasado y futuro. El nieto de Isaiah, Eli Bradley, fue incluido en las primeras versiones del guion, pero fue eliminado debido a la gran cantidad de personajes en la película y al enfoque en otras relaciones. Onah dijo que la combinación de Wilson, Ross y Sterns condujo orgánicamente al tono de thriller de la película, con elementos de thriller paranoico]]s, thriller políticos y thriller de acción. Se describió como más realista que algunas películas recientes del MCU, más cercana al tono de The Winter Soldier.
Los cineastas siempre tuvieron la intención de traer de vuelta a Stan para una escena con Barnes y Wilson juntos, pero esto se mantuvo en secreto hasta el estreno de la película. Onah dijo que «no había forma de que fuéramos a divorciar completamente a estos dos personajes» después de The Falcon and the Winter Soldier. Se consideraron varios lugares diferentes en la película antes de decidirse por un momento en el que Barnes brinda apoyo emocional a Wilson más adelante en la película.
Otro elemento planeado antes de que Onah se uniera era la Sociedad Serpiente, un grupo de villanos con temática de serpientes de los cómics. Esto dio resultado a una broma que Marvel había hecho años antes cuando anunció la tercera película de Capitán América como Captain America: Serpent Society, antes de revelar que su verdadero subtítulo sería Civil War. Moore reconoció que el equipo puede parecer «tonto», pero los consideró parte de los «grupos de villanos del Salón de la Fama de todos los tiempos» del Capitán América y quería tratarlos con seriedad.
Onah dijo que su desafío al desarrollar la película fue tratar de encajar los diferentes elementos en el tono de suspenso deseado. Agregó que a pesar de las conexiones con The Incredible Hulk y The Falcon and the Winter Soldier, querían que la película funcionara por sí sola.
Mackie dijo que los espectadores no necesitaban haber visto The Incredible Hulk para ver la película, y la calificó como un «reinicio» del MCU que establece nuevos temas y antagonistas para el universo en el futuro.
Onah dijo que era importante volver a llamar a The Incredible Hulk como parte de la historia de Ross, pero quería que estos elementos se revelaran a través del punto de vista de Wilson.
Más tarde, en julio de 2022 en la San Diego Comic-Con, se reveló que el título de la película era Captain America: New World Order y se le dio una fecha de estreno del 3 de mayo de 2024, lo que la convierte en parte de la Fase Cinco del MCU. El subtítulo, que también es el nombre de el primer episodio de The Falcon and the Winter Soldier,
se destacó por su uso en política, lucha libre profesional y varias teorías de la conspiración junto con la retórica antisemita,
y se consideró una elección controvertida.
Varios miembros del elenco fueron anunciados en la D23 Expo ese septiembre: Danny Ramírez como Joaquín Torres / Falcon y Carl Lumbly como Isaiah Bradley, ambos repitiendo sus papeles de The Falcon and the Winter Soldier; Tim Blake Nelson como Samuel Sterns, regresando de The Incredible Hulk; y la actriz israelí Shira Haas como el personaje de cómic, Sabra. Onah dijo que el rodaje comenzaría a principios de 2023.
El anuncio de que Sabra, una superheroína israelí, ser adaptado para la película generó críticas de algunas personas que creían que esto daría lugar a representaciones estereotipadas negativas de palestinos y árabes; en los cómics, Sabra es miembro del Mossad y algunos de los personajes árabes con los que interactúa fueron percibidos como misóginos, antisemitas y violentos. El nombre Sabra también tiene diferentes significados para los judíos y palestinos israelíes.
La Campaña Palestina para el Boicot Académico y Cultural a Israel criticó el uso del personaje y calificó la versión del cómic como «valorización del Mossad» y percibió un «repugnante racismo contra los palestinos». Yousef Munayyer (1975‑), un escritor y analista palestino-estadounidense, consideró que el personaje no podía tener un papel positivo en la película basado en su representación en los cómics y dijo que convertir a los espías israelíes en héroes era "insensible y vergonzoso". En respuesta, Marvel Studios dijo que la película estaba adoptando un nuevo enfoque para el personaje, tal como otros personajes de cómics habían sido reimaginados para el público moderno cuando se introdujeron en el MCU.
Esto generó inquietudes en algunos otros grupos de que Marvel estaba "borrando" el origen israelí del personaje, lo que el Comité Judío Americano (AJC) comparó con "hacer al Capitán América canadiense". En la película, el personaje es una ex Viuda Negra y funcionaria de alto rango del gobierno estadounidense llamada Ruth Bat‑Seraph. El nombre de Sabra no se utiliza, ni es una mutante ni una agente del Mossad, pero el personaje está representado como un israelí de primera generación, tiene acento israelí y Moore dijo que tiene la "actitud" y la "esencia" del personaje de los cómics. Reiteró que la historia de fondo del personaje no se modificó en respuesta a las preocupaciones del público y explicó que usar el programa Black Widow para adaptar personajes que Marvel Studios "no quería traducir como uno a uno" de los cómics fue una idea general que surgió durante la realización de la película Black Widow (2021).
La inclusión del personaje provocó algunos llamados a boicotear la película, en parte debido a la masacre de Gaza: algunos partidarios de Israel cuestionaron la lealtad del personaje al gobierno de Estados Unidos, mientras que algunos críticos de Israel protestaron por el uso del personaje en la película debido a su representación en los cómics.
Con la confirmación de que el personaje seguiría siendo representado como israelí en la película, el AJC y la Liga Antidifamación (ADL) elogiaron la decisión.

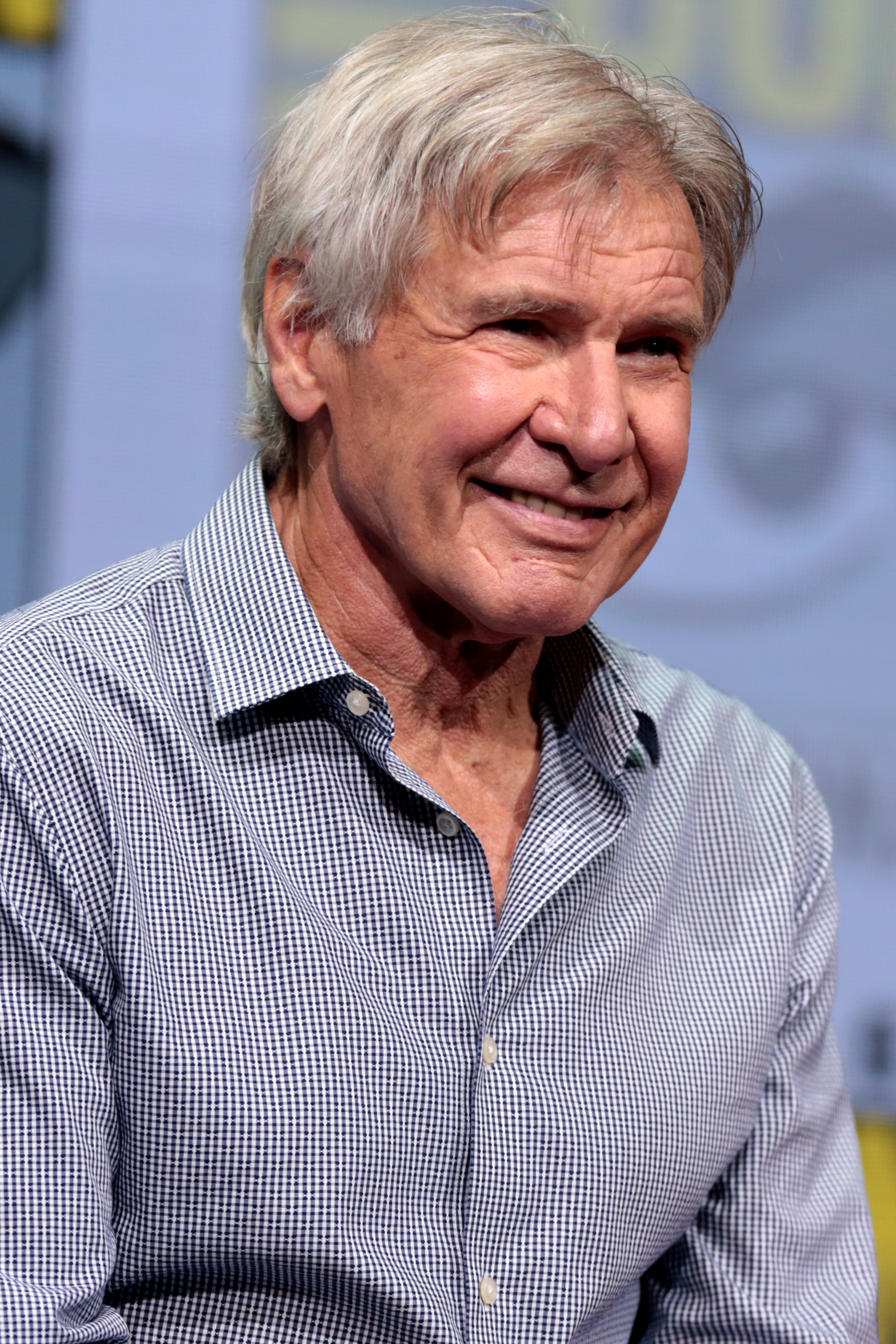
Harrison Ford interpreta al nuevo presidente de Estados Unidos, Thaddeus Ross, en la película, reemplazando a William Hurt, quien interpretó a Ross en el MCU hasta su muerte en marzo de 2022.

En octubre de 2022, se reveló que Moore produciría New World Order junto a Feige. Harrison Ford fue elegido como Thaddeus "Thunderbolt" Ross en ese mismo mes, reemplazando a William Hurt, quien interpretó al personaje en el MCU hasta su muerte en marzo de 2022. Se informó que Ford aparecería como Ross en esta película, así como en la siguiente película del MCU, Thunderbolts* (2025). Marvel Studios planeó que Ross se transformara en Hulk Rojo en la película. En referencia a la historia del personaje de cazar a Bruce Banner / Hulk, Moore dijo: "Convertir a un tipo que cazaba Hulks en Hulk lo convierte en algo más que un antagonista; lo convierte en un personaje trágico". El estudio informó a Hurt de sus planes de que Ross se convirtiera en Hulk Rojo y él estaba ansioso por interpretar ese aspecto del personaje. Consideraron cambiar el rumbo del papel de Ross en la película después de la muerte de Hurt, creyendo que ningún actor querría reemplazarlo. Durante ese tiempo, Ford se acercó a Feige sobre la posibilidad de unirse al MCU y aceptó asumir el papel sin ver un guion. Ford vio interpretar a Ross como una oportunidad para honrar lo que Hurt había hecho con el personaje y también continuar con un arco de personaje que había disfrutado de las películas anteriores. En la película, Ross se convierte en el presidente de los Estados Unidos y se encuentra en desacuerdo con Wilson en medio de una conspiración global. Moore hizo comparaciones con la historia del cómic de 1974, Secret Empire. Él señaló que Wilson usa un traje con los colores de la bandera estadounidense mientras se enfrenta al presidente de los Estados Unidos, y dijo que la historia de la película trataba sobre, "la noción de un tipo que cree en un ideal, que se da cuenta de que ese ideal no siempre es evaluado con los mismos estándares por otras personas, y se siente realmente traicionado por el rumbo que ha tomado el gobierno estadounidense", afirmó. Onah hizo comparaciones con la película de Ford, Peligro inminente (1994), que presenta una conspiración similar que involucra al presidente. Quería presentar temas de unión de personas y centrarse en experiencias compartidas, creyendo que estos eran centrales para el personaje del Capitán América y Sam Wilson, que pensaba que tenía "resonancia política" pero que trataba más sobre humanidad que política. Marvel Studios apoyó esto, a pesar de que Feige bromeó sobre que Onah intentaba "salvar a Estados Unidos" con la película.
El trabajo de preproducción en Trilith Studios en Atlanta, Georgia, comenzó el 7 de noviembre antes del inicio previsto del rodaje en marzo de 2023. Onah ordenó al director de fotografía, Kramer Morgenthau, al diseñador de producción, Ramsey Avery y a la diseñadora de vestuario, Gersha Phillips que fuesen específicos sobre cómo usaron el color rojo en la película, evitándolo en muchas escenas para hacer que la aparición de Hulk Rojo al final de la película fuese más impactante. Cuando se usa el rojo en las primeras escenas, es para significar "caos", mientras que los tonos azules representan "paz y una sensación de que las cosas están bajo control".
Avery, quien trabajó como diseñador de producción, luego de trabajar anteriormente en Guardianes de la Galaxia vol. 2 (2017) y Spider-Man: Homecoming (2017),
reiteró que su intención era que la película estuviera más basada en la realidad que las películas recientes del MCU.
Dijo que era importante para Onah y Feige que la película pareciera que se desarrollaba en "el espacio actual... un mundo muy real y honesto".
El Capitán América de Mackie fue rediseñado a partir del que se vio en The Falcon and the Winter Soldier, que se basó en el traje mayoritariamente blanco que Wilson es conocido por usar como Capitán América en los cómics. El nuevo traje de Brave New World es en su mayoría azul oscuro, con detalles en rojo y blanco, más parecido al vestuario que usó Evans en The Winter Soldier y otras películas.
La capucha que usó Mackie para The Falcon and the Winter Soldier fue removida a pedido suyo, ya que luchaba con "el calor, el sudor, los anteojos empañados" y dijo que era su "peor pesadilla".
Ryan Meinerding, el jefe de desarrollo visual de Marvel Studios, trabajó en el traje. En marzo, la Oficina de Televisión por Cable, Cine, Música y Entretenimiento de Washington D. C. dijo que Marvel Studios filmaría en la ciudad ese junio.
Xosha Roquemore se unió al elenco en enero de 2023.
Se esperaba que Mackie comenzara a trabajar el 1 de marzo. Ese mes, la Oficina de Televisión por Cable, Cine, Música y Entretenimiento de Washington D. C. dijo que Marvel Studios filmaría en la ciudad en junio. También a principios de 2023, Onah se acercó a Liv Tyler para repetir su papel como la hija de Ross, Betty Ross de The Incredible Hulk; Se confirmó que Tyler regresaría poco después de que comenzara la filmación.

### Rodaje
La fotografía principal comenzó el 21 de marzo de 2023, en Trilith Studios en Atlanta (estado de Georgia),
con Kramer Morgenthau desempeñándose como director de fotografía.
La película se hizo bajo el título provisional, Rochelle Rochelle, una referencia a la serie de televisión, Seinfeld (1989–1998) que fue sugerida por Davidson. Morgenthau, que trabajó en la película del MCU, Thor: The Dark World (2013), dijo que querían rendir homenaje a las imágenes de películas de suspenso de la década de 1970, como Klute (1971), The Day of the Jackal (1973), The Parallax View (1974), y All the President's Men (1976).
Querían una apariencia lo más cercana posible a la película fotográfica pero con cámaras digitales, probaron con lentes anamórficas antiguas e hicieron un conjunto de reglas para el movimiento de la cámara, el color, la composición y la textura.
Al principio de la filmación, hubo una semana de escenas centradas en los personajes con Mackie, Ramírez y Ford;
La primera escena de Ramírez fue el momento final de la película entre Wilson y Torres. A fines de marzo, se informó que Julia Louis-Dreyfus volvería a interpretar su papel del MCU como Valentina Allegra de Fontaine en la película.
Onah quería que las escenas de acción fuesen "realistas y táctiles", y que le dieran a Wilson cosas que hacer que no se vieron en sus apariciones anteriores.
Mientras Wilson está en "su máximo potencial humano, "rendimiento" y con la ayuda de la tecnología, Onah tuvo en cuenta que el personaje no tiene superpoderes.
No se esperaba que el inicio de la huelga del Sindicato de Guionistas de Estados Unidos de 2023 en mayo afectara la producción de la película, y Marvel Studios planeaba filmar lo que pudiera durante la fotografía principal y hacer los ajustes de escritura necesarios durante las nuevas grabaciones ya programadas de la película.
Más tarde en mayo, las fotos del set revelaron que Seth Rollins era parte del elenco y llevaron a la especulación de que estaba interpretando a un miembro de la Sociedad de la Serpiente. En junio, Marvel Studios anunció el nuevo título Captain America: Brave New World.
Jeremy Mathai en /Film elogió el cambio, diciendo que "tiene una perspectiva mucho más optimista [que New World Order], que se duplica como un comentario sobre el futuro del famoso superhéroe en el Universo cinematográfico de Marvel y como una declaración sobre algunos representación muy atrasada".
El cambio también fue considerado como una "decisión sabia" por Hilary Remley de Collider, quien señaló que el título original podría haber sido interpretado con connotaciones antisemitas.
Moore explicó que Marvel Studios había sentido que New World Order era "realmente interesante, y algo melancólico y aterrador" para un subtítulo y no estaba destinado a representar problemas del mundo real. El estudio decidió cambiar el título después de recibir comentarios sobre cómo la frase "Nuevo Orden Mundial" había sido "cooptada en el mundo real de una manera que hacía que la gente se sintiera incómoda.
En el momento del anuncio del nuevo subtítulo, se reveló que Onah había coescrito el guion con Spellman. A mediados de mes, la fecha de estreno de Brave New World se retrasó hasta el 26 de julio de 2024.
Onah dijo que Washington D. C., fue un lugar importante para la película porque es donde Ross tiene su base como presidente de los Estados Unidos, pero también porque es donde Wilson fue presentado por primera vez al MCU en The Winter Soldier, y está cerca de la casa de Isaiah en la ciudad de Baltimore (estado de Maryland).
Los árboles de flor de cerezo que se plantan alrededor de la ciudad aparecen a lo largo de la película, incluso durante la climática pelea de Wilson contra Hulk Rojo. Onah dijo que tenía recuerdos vívidos de los cerezos en flor de la época en que vivía cerca de Washington D. C., en Arlington (estado de Virginia), cuando era niño, y para él se alineaban con los temas de empatía de la película, ya que eran regalos de Japón a Estados Unidos.
La producción en Trilith Studios recreó varias ubicaciones de Washington D. C., incluida la Oficina Oval, el jardín de rosas de la Casa Blanca, el búnker de la Casa Blanca y Hains Point.
El rodaje también tuvo lugar en una réplica de la Casa Blanca en Tyler Perry Studios, también en Atlanta (estado de Georgia). Las locaciones recreadas incluyeron una mezcla de cerezos reales y digitales.
A fines de junio, el rodaje se trasladó a Washington D. C. para una semana de rodaje en locaciones. Mackie dijo que esto hizo que su experiencia en el MCU "cerrara el círculo", con la producción alojándose en el mismo hotel y filmando en las mismas áreas que para The Winter Soldier. El rodaje concluyó el 30 de junio de 2023.

### Posproducción
En octubre de 2023, había potencial para que Brave New World regresara a su fecha de estreno de mayo de 2024, porque estaba más avanzada en producción que Deadpool & Wolverine (2024) de Marvel Studios, que había asumido esa fecha. Sin embargo, esto se consideró poco probable,
y el estreno de Brave New World se retrasó hasta el 14 de febrero de 2025, luego de la conclusión de la huelga SAG-AFTRA de 2023 en noviembre de 2023.
El periodistas Jeff Sneider informó que la película no fue bien recibida en una de las primeras proyecciones de prueba, que se estaban cortando tres secuencias principales, y que se planearon extensas nuevas grabaciones desde enero de 2024 hasta mayo o junio.
En diciembre, contrataron a Matthew Orton para escribir material adicional para las regrabaciones,
que estaban previstas para durar desde principios hasta mediados de 2024. Orton trabajó anteriormente en la miniserie de Marvel Studios, Moon Knight (2022). Al mismo tiempo, se reveló que Rosa Salazar había sido elegida para la película,
y más tarde se informó que interpretaba a Diamondback,
un miembro de la Sociedad Serpiente. Esto confirmó la especulación de que ella estaba interpretando al personaje según su apariencia en las fotos del set.
En febrero de 2024, Mark Ruffalo dijo que retomaría su papel del UCM como Bruce Banner / Hulk en la película. Adam B. Vary de Variety pronto informó que Ruffalo no aparecería en la película, explicando que el actor se había equivocado cuando le preguntaron sobre la película y solo tenía la intención de expresar entusiasmo por su próximo estreno. Vary señaló que había habido especulaciones sobre la posible aparición de Ruffalo en la película debido a la cantidad de personajes de The Incredible Hulk que ya estaban incluidos, junto con la transformación de Ross en Hulk Rojo. En abril, Feige y Mackie describieron la película como un "thriller de acción fundamentado" sin extraterrestres, más similar en tono a The Winter Soldier que algunas películas recientes del MCU.
Mackie añadió que los espectadores no necesitaban haber visto The Incredible Hulk para ver la película, diciendo que Brave New World fue un "reinicio" del MCU que establece nuevos temas y antagonistas para el avance del universo.

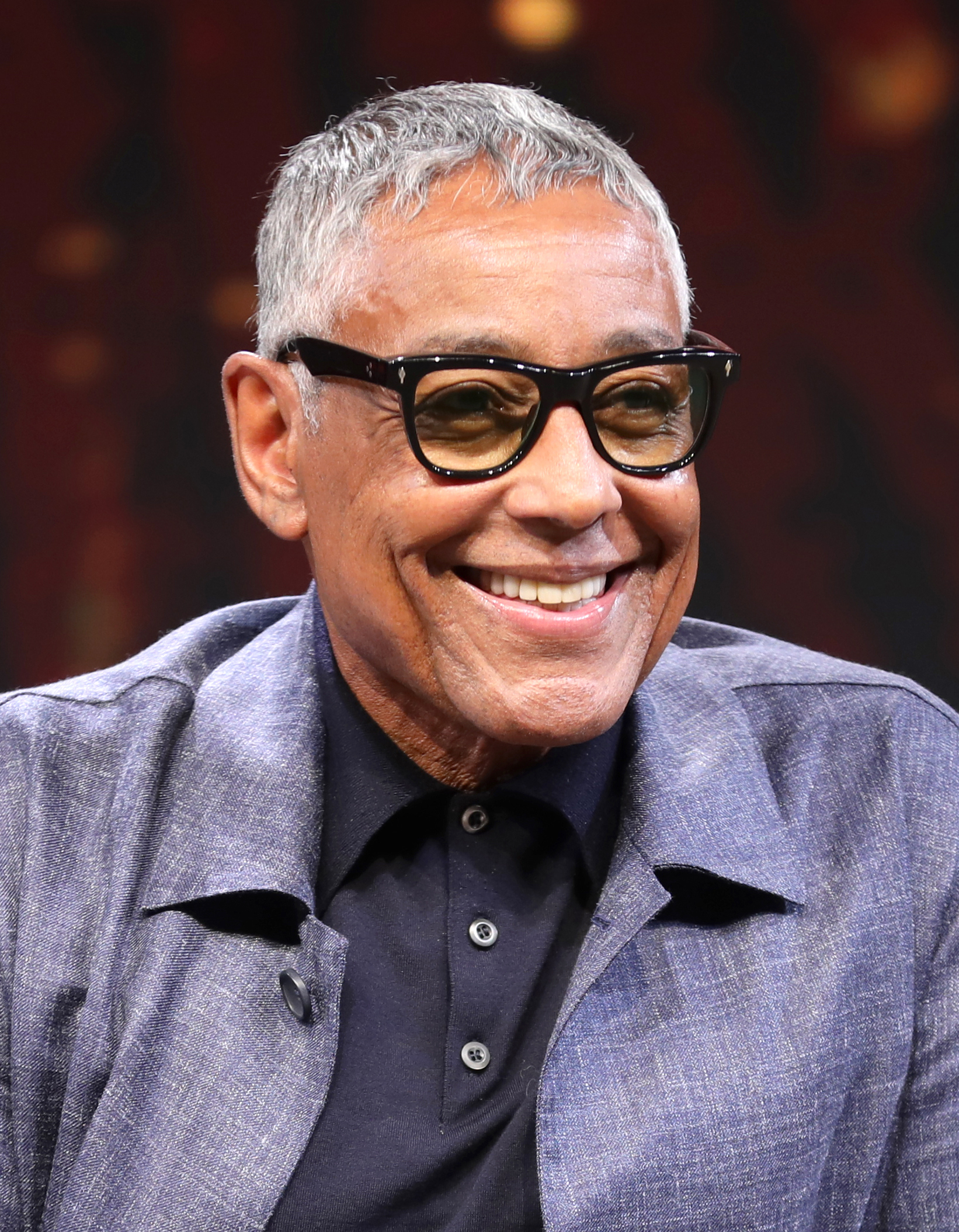
Giancarlo Esposito se unió a la película como Sidewinder, líder de la Sociedad Serpiente, durante las nuevas grabaciones que comenzaron en mayo de 2024. Su elección fue parte de los esfuerzos por refinar el tono de thriller político de la película y también aportar más seriedad al equipo de la Sociedad Serpiente.

Se reveló en mayo de 2024 que Giancarlo Esposito había sido elegido para un papel en el MCU y que aparecería "más temprano que tarde", con su personaje siendo insinuado en una película antes de un papel más importante en una serie de televisión del MCU. Se confirmó que aparecería en Brave New World a finales de mes como parte de las nuevas filmaciones, que comenzaron en ese momento en Atlanta y estaban previstos que duraran 22 días. Se esperaba que fuesen menos extensos que las regrabaciones de Doctor Strange in the Multiverse of Madness (2022) y The Marvels (2023) centrándose en nuevas secuencias de acción e integrando a Esposito.
También se esperaba que Un mundo feliz fuese mucho menos costosa que The Marvels, que costó más de 300 millones de dólares.
Nelson regresó a Atlanta para realizar nuevas grabaciones en junio,
y dijo que rehicieron gran parte de su trabajo original.
Mackie caracterizó las nuevas grabaciones como simplemente agregar algunas escenas adicionales para mejorar la película y dijo que no hubo "reestructuración ni remake".
Moore dijo que las nuevas tomas se centraron en crear el "tono perfecto de thriller político", y la elección de Esposito como actor fue parte de esto. Creía que el actor hizo que la película fuese más realista a pesar de su material "exagerado", similar a su papel en la serie de televisión, The Mandalorian (2019–2023). Ford y Takehiro Hira también participaron en las nuevas filmaciones. La escena poscréditos de la película, en la que Wilson es advertido sobre amenazas venideras del multiverso, fue filmada durante las nuevas tomas. Onah explicó que esperaron hasta que se reiniciara la escritura de las próximas películas del MCU luego de la huelga de escritores antes de determinar un adelanto apropiado para proyectos futuros.
Esposito anunció en julio de 2024 que interpretaría a Seth Voelker / Sidewinder, líder de la Sociedad Serpiente,
y dijo que regresaría para nuevas tomas adicionales a mediados de noviembre.
Moore originalmente le dijo a Esposito que interpretaría a King Cobra, y al actor le gustó la idea de que un hombre afroestadounidense fuese llamado "King" (en español: Rey), pero los realizadores finalmente decidieron que él interpretaría a Sidewinder, en parte porque Sidewinder es el fundador de la Sociedad de la Serpiente en los cómics. Algunas de las características de King Cobra de los cómics se le dieron a Sidewinder para la película. Los restos de Tiamut—el Celestial cuyo surgimiento en la Tierra fue detenido por los Eternos en la película del MCU, Eternals (2021)—se revelaron como un foco de la historia de la película,
permitiendo la introducción del metal ficticio Adamantium al MCU.
Moore dijo que Marvel Studios había estado esperando abordar los restos de Tiamut en una historia que pudiera hacer el "mejor uso" de ellos.
Onah dijo que las películas anteriores de Capitán América habían sido utilizadas previamente para establecer aspectos del MCU, y sintieron que era interesante introducir el adamantium como un "fútbol geopolítico". La película originalmente terminaba con una escena de acción culminante en los restos de Tiamut, conocida como "Isla Celestial", pero esto fue reelaborado. Un combate aéreo cerrado cerca de la isla que involucra a varios países también se simplificó para que solo incluya a Estados Unidos y Japón. Onah originalmente filmó la secuencia en un estilo inspirado en el thriller como otras escenas, pero encontraron que la acción necesitaba más movimiento de cámara e intensidad. Jóhannes Haukur Jóhannesson fue revelado como parte del elenco en diciembre, cuando Marvel acreditó la historia de la película a Spellman & Musson y Edwards, con el guion acreditado a Onah & Peter Glanz y Orton. El mes siguiente, se revelaron los créditos finales de escritura de la película: Edwards recibió el crédito del guion junto con los equipos de guionistas de Spellman & Musson y Onah & Glanz, con la historia acreditada a Edwards, Spellman y Musson. Se atribuyó material literario adicional fuera de pantalla a Michael Kastelein, Jeph Loeb, Orton y Zeb Wells.
También en enero de 2025, Rollins dijo que ya no aparecería en la película después de las nuevas grabaciones. Las escenas de Salazar como Diamondback también fueron eliminadas.
Onah dijo que la película estaba "dando un giro" con su representación de la Sociedad Serpiente y que sentían que este aspecto necesitaba ser "refinado" para alinearse mejor con el tono de suspenso de la película. Dijo que decidieron alejarse de las versiones más precisas de los miembros de la Sociedad Serpiente interpretados por Rollins y Salazar, y las fechas de las nuevas grabaciones de la película también chocaron con un proyecto diferente en el que Salazar estaba trabajando. Ambos actores fueron reemplazados por Esposito, quien cumple la misma función en la historia de la película pero con un tono más realista.
Onah consideró que la inclusión de Esposito fue una "obviedad" una vez que estuvo disponible, y pensó que el actor aportó el nivel adecuado de seriedad a la película y al equipo de la Sociedad Serpiente,
que en la película simplemente se llama "Serpiente". Jóhannesson interpreta a otro miembro del grupo, Copperhead, junto a Esposito.
Moore comparó al grupo, descrito como un "violento equipo de operaciones especiales", con la versión más realista del personaje de cómic, Batroc el Saltador que se presenta en The Winter Soldier interpretado por Georges St-Pierre. Onah dijo que el papel de Esposito fue una «gran preparación» para futuras apariciones de la Sociedad Serpiente en el MCU. En relación con el interés público en los cambios realizados a la película durante las nuevas grabaciones, Onah dijo que eran una parte natural del desarrollo de la película y rechazó las especulaciones que surgieron de las filtraciones y los informes que dijo que eran inexactos.
Un ejemplo de esto fue la especulación de que originalmente se suponía que Ross moriría en la película, según las fotos del set y el primer avance que mostraba una escena de funeral que fue eliminada de la película. Onah dijo que "nunca hubo una versión en la que muriera explícitamente", pero hubo versiones de la película en las que su destino se dejó desconocido para el público. Onah agregó que Hulk Rojo es un "personaje favorito de los fanáticos" de los cómics, y dijo que "no es muy fácil para un Hulk morir".
Matthew Schmidt y Madeleine Gavin editaron la película.
Schmidt trabajó anteriormente en The Winter Soldier y Civil War. Brave New World es la primera película del MCU que no presenta el logotipo de apertura animado de Marvel Studios, sino que presenta el logotipo del estudio en "blanco y negro" sin una fanfarria musical tradicional.
Bill Westenhofer fue el supervisor inicial de efectos visuales de la película, pero abandonó el proyecto para trabajar en la película Moana (2026) y fue reemplazado por Alessandro Ongaro. Los efectos visuales fueron proporcionados por Wētā FX, Digital Domain, Luma Pictures, Barnstorm VFX, UPP, OPSIS y Outpost VFX. Digital Domain trabajó en la secuencia de la Isla Celestial. Se utilizó el mismo modelo digital para Tiamut de Eternals, pero lo "redujeron un poco". Wētā FX diseñó a Hulk Rojo con Meinerding. El supervisor de efectos visuales de Wētā, Dan Cox, dijo que exploraron varios aspectos de diseño de los cómics y no querían que el personaje pareciera simplemente una versión de Hulk con colores intercambiados. Esperaban hacerlo más intimidante que Hulk, con una postura más erguida y atlética. Onah quería que el personaje se sintiera más táctico y metódico debido a los antecedentes militares de Ross, y se refirió a un oso para las poses en las que el personaje está en cuatro patas. Los rasgos faciales de Ford se incorporaron al diseño basándose en escaneos de su rostro. La confrontación culminante entre Hulk Rojo y el Capitán América en Washington D. C. tiene más de 300 tomas de efectos visuales. Ford y un doble de riesgo proporcionaron captura de movimiento para el personaje. Ongaro dijo que la transformación de Ross en Hulk Rojo originalmente estaba destinada a verse más "repugnante. Podías ver la piel rasgándose y rompiéndose en su mano, los huesos estallando", pero decidieron retirar ese aspecto. También planearon mostrar la transición completa de Hulk Rojo de regreso a Ross, pero Onah sintió que rompió la "tranquilidad" del momento y en su lugar eligió enfocarse en su sombra durante la transición.
Para Sterns, quien también presenta un aspecto monstruoso, Onah dijo que siempre tuvieron la intención de usar efectos visuales para aumentar los efectos prácticos que se usaron en el set. Señaló que el personaje tiene diferentes apariencias en los cómics, algunas son más humanas y otras son "increíblemente grotescas", y se exploraron múltiples versiones para la película. La versión final tiende hacia lo grotesco, pero Onah esperaba que aún se ajustara al tono realista de la película. Ongaro dijo que los efectos prácticos para Sterns fueron reemplazados con un "enfoque totalmente [generado por computadora]" de Luma.

## Música
Laura Karpman fue anunciada como compositora de la película en agosto de 2024. Ella compuso previamente la música para la serie del MCU, What If...? (2021–2024) y Ms. Marvel (2022), y la película The Marvels. Karpman escribió un nuevo tema heroico que representa a Wilson, Torres y Bradley, y un tema de piano inspirado en Aaron Copland para Ross. Este último evoluciona hacia una "cosa monstruosa de Godzilla" cuando Ross se transforma en Hulk Rojo. Los aspectos de suspenso de la película están musicalizados con "música de conspiración" que Karpman comparó con la franquicia de Misión: Imposible. También incluyó una sutil referencia a «Captain America March» (en español: «Marcha del Capitán América») de Alan Silvestri de las películas anteriores.
Nora Kroll-Rosenbaum, que trabajó con Karpman en What if...?, proporcionó música adicional para la película. Un álbum de banda sonora con su música fue lanzado por Hollywood Records y Marvel Music el 12 de febrero de 2025.
En ese momento, Mackie dijo que la "canción principal" de la película había sido proporcionada por Kendrick Lamar, lo cual fue interpretado por algunos como que Lamar había escrito una nueva canción para la película.
Sin embargo, es su canción de 2014, «i» la que suena en los créditos finales de la película. Además, la canción de 1959, «Mr. Blue» de the Fleetwoods se escucha a lo largo de la película como un detonante para que los personajes sean controlados mentalmente por Sterns. Esta es una referencia a su alias «Mr. Blue» en The Incredible Hulk.

## Marketing
Feige y Mackie revelaron las primeras imágenes de la película, centrándose en la reunión de Wilson con Thaddeus Ross, en la CinemaCon en abril de 2024. El mes siguiente, McDonald's comenzó a vender «Happy Meals» con juguetes basados en personajes de la película, incluidos Hulk Rojo y Diamondback. Stephanie Kaloi en TheWrap señaló que estos personajes no habían sido confirmados para la película por Marvel en ese momento, y que la revelación temprana probablemente se debió a que el estreno de la película se retrasó, pero la asociación de marketing con McDonald's no se había retrasado para coincidir con el estreno. Se proyectaron más imágenes de la película se mostró en un panel de CineEurope en junio, adelantando la programación cinematográfica de Disney.
En julio se lanzó un avance que generó comparaciones con el tono de The Winter Soldier, con Jennifer Ouellette de Ars Technica describiéndola como "mitad película de superhéroes, mitad thriller político".
La aparición de Hulk Rojo y la posible verdadera identidad del personaje fueron ampliamente discutidas;
Adam Chitwood en TheWrap se preguntó si los rumores de que Thaddeus Ross se convertiría en Hulk Rojo eran una pista falsa. Charles Pulliam-Moore de The Verge cuestionó si el hecho de que la película sea una continuación de The Falcon and the Winter Soldier sería difícil de seguir para el público general. Por el contrario, Sandy Schaefer y Chris Evangelista de /Film sintieron que la película no dependería mucho de la serie para tener un atractivo para una audiencia más amplia. Calificaron el avance como "bastante bueno" considerando que la película se volvió a filmar recientemente, y señalaron que contiene en gran medida acción en lugar de detalles de la trama.
Los comentaristas también notaron la revelación de que los restos de Tiamut aparecerían en la película, después de que el Surgimiento hubieran sido ignoradas en gran medida en los proyectos del MCU estrenados desde Eternals.
Michael McWhertor de Polygon observó que el avance muestra a Estados Unidos y otros países reunidos en una Cumbre de Unidad Global para hablar sobre lo Celestial, con una versión estilizada de la mano de Tiamut utilizada como logotipo de la cumbre. Más tarde, en julio, Marvel lanzó una versión actualizada del avance para su distribución en cines que eliminó el intento de asesinato de Isaiah Bradley a Thaddeus Ross. Esto se produjo después del intento de asesinato de Donald Trump en Pensilvania ese mes.
También en julio de 2024, Feige y miembros del elenco promocionaron la película en la Comic‑Con de San Diego. Se mostraron más imágenes, se anunció el papel de Esposito y se confirmó que Thaddeus Ross sería el personaje que se transforma en Hulk Rojo. También se mostraron imágenes similares en la D23 Expo 2024.
Luego de las filtraciones en línea de la Comic‑Con de San Diego y las imágenes de la D23, Marvel lanzó un vistazo oficial a Hulk Rojo dentro de su video que celebra el 85 aniversario de la compañía en agosto. Un tráiler completo de la película debutó en D23 Brasil en noviembre y también se lanzó en línea.
Después de los adelantos de Hulk Rojo en imágenes publicadas anteriormente, el tráiler presenta la transformación de Ross en Hulk Rojo y tomas del personaje peleando contra Wilson.
Varios comentaristas notaron el estilo único del tráiler, con "líneas negras espeluznantes", capturas de pantalla dividida y un efecto de texto parpadeante. Se hicieron comparaciones con películas de suspenso político anteriores como The Day of the Jackal, The Parallax View, and All the President's Men, así como El candidato (1972), JFK (1991), y El jardinero fiel (2005). Jordan King en Empire cuestionó si Un mundo feliz estaría a la altura de estas comparaciones, pero dijo que era una señal prometedora. que la película "buscaba ponerse en diálogo" con esas películas anteriores.
Marvel Studios se asoció con la campaña promocional «Collateral Stains» de Tide para lanzar una serie de comerciales para la película en enero de 2025. Estos presentan a Gregg Turkington retomando su papel del gerente de la tienda Baskin-Robbins, Dale de las películas de MCU, Ant‑Man (2015) y Ant-Man and the Wasp: Quantumania (2023).
Durante las tres semanas previas al estreno de la película, se dijo que Disney estaba haciendo un "último y mayor impulso de marketing" para ello.
En un evento de prensa en Italia a fines de enero, Mackie dijo que el Capitán América representaba valores como "honor, dignidad e integridad" en lugar de los propios Estados Unidos. Recibió una reacción negativa de algunos comentaristas en línea que etiquetaron la película como "antiestadounidense" y «woke». Mackie pronto agregó: "Soy un estadounidense orgulloso y asumir el escudo de un héroe como Cap es el honor de mi vida... Cap tiene características universales con las que la gente de todo el mundo puede identificarse". James Hibberd de The Hollywood Reporter dijo que Evans hizo declaraciones similares cuando interpretó al personaje y que los actores probablemente recibieron instrucciones de Marvel para centrarse en las "cualidades universales" del Capitán América para evitar cualquier connotación jingoísta durante la promoción internacional. Hibberd también habló sobre otras controversias de la película (las similitudes entre Thaddeus Ross y el recientemente reelegido presidente Donald Trump, el subtítulo original de "Nuevo Orden Mundial", las opiniones opuestas sobre la inclusión y representación de Ruth Bat‑Seraph y las críticas "feas" relacionadas con el hecho de que Mackie sea negro), pero dijo que estas no parecían haber afectado al desempeño de taquilla de la película según las primeras proyecciones. Coincidiendo con el estreno de la película en febrero, el arte conceptual de Meinderding del traje del Capitán América de la película y el diseño del Hulk Rojo se usaron como portadas variantes para Sam Wilson, Captain America #2 y Red Hulk #1 de Marvel Comics.

## Estreno
Captain America: Brave New World tuvo su estreno en el TCL Chinese Theatre en la ciudad de Hollywood (California) el 11 de febrero de 2025,
y fue estrenada en los Estados Unidos, el 14 de febrero de 2025, en IMAX.
Anteriormente, la película estaba programada para el 3 de mayo de 2024, y luego el 26 de julio de 2024,
antes de que se pospusiera a la fecha de estreno de febrero de 2025 tras la huelga SAG-AFTRA de 2023.
Es parte de la Fase Cinco del MCU.

## Recepción

### Taquilla
Al 24 de mayo de 2025, Captain America: Brave New World ha recaudado 200,5 millones de dólares en Estados Unidos y Canadá, y 214,6 en otros territorios, para un total mundial de 415.1 millones. Deadline Hollywood informó que la película necesitaba recaudar 425 millones de dólares en todo el mundo para alcanzar el punto de equilibrio, teniendo en cuenta el presupuesto de producción informado de 180 millones de dólares, así como los costos de marketing.
En Estados Unidos y Canadá, la película se estrenó junto con Paddington en Perú, y se proyectó que recaudara entre 80 y 94 millones de dólares en 4105 salas en su fin de semana de estreno de cuatro días. El servicio de seguimiento Quorum informó las primeras estimaciones de taquilla para la película a mediados de enero de 2025, proyectando que recaudaría entre 86 y 95 millones durante su primer fin de semana y más de 100 millones de dólares en el fin de semana de cuatro días desde el Día de San Valentín hasta el Día de los Presidentes. Esto fue similar a los 95 millones que recaudó The Winter Soldier en su primer fin de semana en 2014.
Un seguimiento posterior, informado más tarde en enero, indicó de manera similar un estreno de al menos 90 millones de dólares.
La película recaudó 40 millones de dólares en su primer día, incluyendo un estimado de 12 millones de dólares de los preestrenos del jueves.
Debutó con 88,5 millones de dólares y recaudó un total de 100 millones de dólares en sus cuatro días de exhibición, encabezando la taquilla.
En su segundo fin de semana en rendimiento de taquilla, recaudó 28,2 millones, una caída del 68 % que la ubicó como la tercera peor para el MCU después de The Marvels (−78 %) y Ant-Man and the Wasp: Quantumania (−70 %).
La película recaudó 14,9 millones de dólares en su tercer fin de semana, manteniéndose en la cima de la taquilla, antes de ser finalmente destronada en su cuarto fin de semana por la recién llegada, Mickey 17.
Fuera de Estados Unidos y Canadá, la película recaudó 92,4 millones de dólares en 52 mercados extranjeros en su primer fin de semana. Los cinco mercados internacionales más importantes fueron China (10,5 millones de dólares), el Reino Unido (8,5 millones de dólares), México (6,6  millones de dólares), Corea (5,6 millones de dólares) y Francia (4,7 millones de dólares).

### Respuesta crítica
Captain America: Brave New World recibió críticas mixtas de los críticos,
quienes estaban divididos sobre la historia de la película, las conexiones con otros proyectos del MCU y los efectos visuales.
La recepción general también fue descrita como desfavorable,
negativa,
y mixta a negativa.
Las actuaciones, particularmente las de Mackie y Ford, recibieron elogios.
El sitio web agregador de reseñas, Rotten Tomatoes reportó un índice de aprobación del 48 % con una calificación promedio de 5.4/10, según 327 reseñas. El consenso de los críticos del sitio dice: "Anthony Mackie asume hábilmente el manto y el escudo del Capitán América, pero Brave New World es demasiado rutinaria y está repleta de «easter eggs» poco interesantes como para sentirse como una aventura independiente digna para este nuevo líder de los Vengadores."
Metacritic resumió la respuesta crítica como "mixta o promedio", basándose en una puntuación promedio ponderada de 42 sobre 100 de 56 críticos.
El público encuestado por CinemaScore le dio a la película una calificación promedio de "B–" en una escala de A+ a F, la calificación más baja para una película del MCU hasta el momento, y PostTrak informó una calificación promedio "mixta" de tres estrellas de cinco.
El tema político fue objeto de comentarios críticos. Frank Scheck de The Hollywood Reporter invocó que la escena donde Ross se transformó en Hulk Rojo y causó estragos en Washington D. C. parecía una fantasía del presidente estadounidense del mundo real, Donald Trump;
David Ehrlich en IndieWire escribió de acuerdo con los paralelismos entre Ross y la retórica de Trump, «Make America Great Again», citando a ambos como viejos rudos elevados al cargo con base en la promesa de facilitar la unidad basada en lidiar con una amenaza "alienígena".
Adam White de The Independent dijo que si bien Ross / Hulk Rojo podría interpretarse como un pastiche de Trump, esto en última instancia era poco probable ya que la película se negó a establecer una postura política, y las subtramas sobre política quedaron infrautilizadas.
David Fear de la revista Rolling Stone bromeó diciendo que Ross era "de alguna manera todavía el segundo comandante en jefe más destructivo y lleno de ira que jamás haya ocupado el cargo", y la escritora de Entertainment Weekly, Maureen Lee Lenker bromeó diciendo que "la parte más increíble es un presidente estadounidense con empatía, un sentido de responsabilidad por sus acciones y una capacidad de cambio".
Branson Yu de The New York Times escribió que "los únicos jirones de intriga política tangible que se pueden encontrar" no fueron intencionados o provenían de alusiones a temas anteriores de Falcon and the Winter Soldier. Otros comentarios se referían al controvertido personaje Bat‑Seraph, con PJ Grisar en The Forward escribiendo que la controversia sobre el personaje en relación con Israel y Gaza no importaba porque la película en general era "honestamente un desastre" en términos de política y presentación, mientras que Devin Meenan de /Film opinó que el debut del personaje no podría haber sido más inoportuno debido a la división de la opinión pública inherente al conflicto en curso.
La caracterización y la narrativa fueron criticadas. Molly Freeman escribiendo para Screen Rant dijo que el único propósito del cambio de traje de Sam de blanco a azul era vender más juguetes, señalando esto como un ejemplo de la película que presenta elementos sin "destello" ni preocupación por promover su historia o personajes;
The New York Times escribió de manera similar que equivalía al género del "anuncio de figuras de acción".
Bilge Ebiri de Vulture escribió que la película marcó el giro de Marvel en una "máquina gigante de bazofia", opinando que el intento de la película de crear sinceridad resultó falso y que los chistes para cortar esto eran "poco convincentes", mientras que The Hollywood Reporter estuvo de acuerdo en que el humor era "severamente escaso" y que el carisma "fiable" de Mackie era deficiente. William Bibbiani de TheWrap escribió que la película no era original y no tenía profundidad emocional, incluso en los "pocos" momentos en los que Wilson hizo una conexión emocional con la película, ya que estos momentos solo "repetían" la trama de Falcon and the Winter Soldier "brevemente" y sin impacto. Dijo que la "firme negativa de Brave New World a comprometerse con sus propias ideas, ya sea por diseño artístico o mandato corporativo, huele a timidez". Escribiendo para RogerEbert.com, Robert Daniels dijo que Wilson se convirtió en el «Negro Mágico», y que "en un esfuerzo por calmar la ira y el dolor de los blancos estadounidenses", la película "también le pide a su héroe que sonría y baile claqué figurativamente fuera de la pantalla".
Aidan Kelley de Collider dijo que el diálogo estaba entre los peores presentes en todo el MCU, y criticó lo aburrido de Wilson, Sidewinder y Bat-Seraph, aunque elogió la empatía de Ford. Señalaron la naturaleza no cohesiva de la película, mencionando las nuevas tomas que sufrió la película como resultado de esto.
De acuerdo con el tema de Ford, Entertainment Weekly dijo que Ford era la atracción principal, elogiando su seriedad y "brillo en sus ojos y una calidez alegre".
White de The Independent llamó al desarrollo del personaje "una ocurrencia de último momento", sintiendo que Mackie tenía "poco con qué jugar" emocionalmente, y criticó su relegación a "una máquina de golpear funcional, insulsamente heroica" a pesar de su talento actoral. Kyle Smith, crítico de The Wall Street Journal, dijo que la película está "ejecutada de manera competente, sin recurrir a trucos trillados como saltar a través del multiverso", y agregó que "le da a la audiencia muchas analogías para problemas del mundo real". También escribió que el MCU "se inspira en The Manchurian Candidate" (2004) para producir una de sus mejores películas recientes", mientras que Katie Walsh, de Los Angeles Times describió la película como "un thriller político decente con algo culturalmente resonante que decir que excede los meros detalles de los cómics".
Los críticos se polarizaron respecto a los efectos visuales y cinematografía. Para New York Post, Johnny Oleksinski sintió que la animación de la escena de la pelea en la Casa Blanca era "tan barata y cursi" que no podía tomarse en serio, y que la revelación del Sterns mutado provocó una "risa cordial" debido al pobre maquillaje y las prótesis.
Kelley de Collider escribió que los efectos especiales generados por computadora en la película eran peores que los de The Incredible Hulk (2008), estrenada casi dos décadas antes, y concluyó que no era convincente.
Bilge Ebiri de Vulture escribió que las "secuencias cargadas de efectos visuales son tan sin vida y aburridas que sentí que mis ojos se cerraban un par de veces". RogerEbert.com y Screen Rant elogiaron los efectos visuales de Hulk Rojo, aunque Screen Rant consideró que las flores de cerezo eran "un desastre de pantalla verde".
The New York Times escribió que las imágenes eran "chillonas" y "chapuceras",
mientras que TheWrap calificó las imágenes como "aburridas" e inacabadas, criticando las alas CGI de Wilson como una "prueba de concepto que no prueba nada"; escribieron que la película se veía "tan limpia que parece completamente falsa". The Hollywood Reporter escribió que las imágenes CGI eran "decepcionantes" y en otros momentos incluso peores, pero se divirtieron al reconocer las características de Ford en Hulk Rojo. Richard Roeper del Chicago Sun-Times le dio a la película 3 de 4 estrellas y la calificó como un "trabajo mucho mejor que los recientes errores del [MCU]".

## Futuro
En enero de 2025, Mackie dijo que quería seguir interpretando a Wilson durante unos 10 años. Tenía esperanzas de hacer otra película de Capitán América después de sus papeles en las siguientes dos películas de Avengers, Avengers: Doomsday (2026) y Avengers: Secret Wars (2027).

## Premios y nominaciones
| Año  | Premio              | Nominado                                                            | Categoría               | Resultado | Ref.    |
| ---- | ------------------- | ------------------------------------------------------------------- | ----------------------- | --------- | ------- |
| 2025 | Kids' Choice Awards | Captain America: Brave New World                                    | Película favorita       | Nominada  | [ 204 ] |
| 2025 | Kids' Choice Awards | Harrison Ford por sus papeles de President Thaddeus Ross y Red Hulk | Villano favorito        | Nominado  | [ 204 ] |
| 2025 | Kids' Choice Awards | Anthony Mackie por sus papeles de Sam Wilson y Captain America      | Patea traseros favorito | Nominado  | [ 204 ] |